# Olivia Bee
Olivia Bee, eigentlich Olivia Bolles, (* 5. April 1994 in Portland (Oregon), USA) ist eine US-amerikanische Fotografin.

## Leben
Bee ist die Tochter einer Friseurin und eines Technikers und wuchs in ihrer Geburtsstadt auf. Sie nahm bereits im Alter von 11 Jahren an ihrem ersten Fotokursus teil. Im Alter von 14 Jahren fanden einige ihrer Arbeiten Platz in einer Werbekampagne der US-amerikanischen Schuhfirma Converse, einer Tochter der Sportbekleidungsfirma Nike. Für diese und für FIAT arbeitete sie in der Zwischenzeit ebenfalls.
Bees Arbeiten nähern sich den Stilen von Nan Goldin, Annie Leibovitz und Ryan McGinley an. Das amerikanische Fotomagazin Photo District News zählte sie 2012 zu den 30 Nachwuchsfotografen, die man im Auge behalten sollte.
Bee lebt und arbeitet in Brooklyn in New York City.